# Coleção numismática do Museu Paulista
A coleção numismática do Museu Paulista é uma das diversas coleções do referido museu. Seu núcleo inicial foi a aquisição do acervo do Museu Sertório, realizada em outubro de 1890 por Francisco de Paula Mayrink e doada ao Estado de São Paulo, sendo grandemente ampliada ao longo das décadas através de compras e doações, como a coleção de Júlio Ribeiro, comprada em 1895, e a do ex-presidente Campos Sales, doada em 1902. A coleção chega à década de 1940 somando em torno de nove mil peças.
Atualmente, é a maior coleção numismática pública do Estado de São Paulo, contando com uma amplo acervo de numismática brasileira, e coleções de destaque, como a de vales particulares em papel, notgeld, e moedas da Roma Antiga. Embora a coleção exista desde a fundação do Museu Paulista, o seu setor correspondente somente foi criado em 1946, durante a gestão de Sérgio Buarque de Holanda, terceiro diretor da instituição. Em sua gestão também foi criado o cargo e contratado pelo museu o seu primeiro numismata, o colecionador Álvaro da Veiga Coimbra, posteriormente diretor da Sociedade Numismática Brasileira.

## Histórico
As coleções de numismática são uma constante nos grandes museus de temática histórica. No Brasil surgem no século XIX as primeiras grandes coleções institucionais, como a do Museu Nacional (iniciada em 1818), do Museu Emílio Goeldi (iniciada em 1871), e da Biblioteca Nacional (iniciada em 1880).
O acervo do Museu Sertório, núcleo inicial das coleções do Museu Paulista, continha uma “uma grande coleção numismática, contendo perto de duas mil moedas e medalhas de todos os países”, nas palavras do botânico sueco Albert Löfgren, em visita à instituição em 1881. Todo o acervo do museu, junto com o imóvel que o abrigava, foi adquirido pelo Conselheiro Francisco de Paula Mayrink em 29 de outubro de 1890, pela quantia de duzentos e cinquenta contos de réis, e doado ao estado de São Paulo em dezembro do mesmo ano, expressando seu desejo de que a coleção fosse abrigada no edifício-monumento do Ipiranga, ainda em construção à época.
Quando da criação do Museu Paulista, em 1895, o seu primeiro regimento já prevê no capítulo I, artigo 5.º, a existência de "uma collecção de numismática". Nesse mesmo ano a coleção numismática já "possuía uma grande representação das moedas portuguesas e brasileiras deste século e do passado", como afirma o então diretor Hermann von Ihering em carta ao diretor do Arquivo Nacional. Nos primeiros anos do Museu Paulista as coleções são substancialmente aumentadas por meio de aquisições e doações.
Ainda em 1895 é realizada a compra da coleção de moedas do filólogo Júlio Ribeiro, no valor de quinze contos de Réis. Em 1897 é comprada por setecentos mil-réis a coleção de Eugênio Hollander; em 1902 é doada a coleção do ex-presidente da República Campos Sales, contendo grande diversidade de peças numismáticas; em 1905 a coleção do dentista Oscar da Veiga é adquirida pelo museu por um conto de réis, e em 1908 é adquirida uma coleção de trinta moedas de prata, comprada por noventa mil-réis.
A essas aquisições se somam ao longo dos anos diversas ofertas, de peças individuais e pequenas coleções. Na intenção de enriquecer o acervo também são tentadas trocas com instituições: em 1895, von Ihering tentou permutar a coleção numismática do Seminário Episcopal de São Paulo por duplicatas de animais empalhados do Museu, proposta negada pelo reitor do Seminário. Também foi proposta sem sucesso a permuta das duplicatas da coleção numismática com a Biblioteca Nacional do Rio de Janeiro, em 1915. Hermann von Ihering, como um profissional das ciências naturais, carecia de conhecimentos específicos de numismática, o que o levou a se corresponder com o célebre numismata Julius Meili, na tentativa de sanar dúvidas sobre as peças do museu. Em sua correspondência com a Secretaria do interior também são recorrentes os pedidos para a contratação de um ajudante numismata para os quadros do museu, o que não se concretizou em sua gestão, encerrada em 1916.
No ano seguinte a gestão do Museu Paulista é assumida pelo historiador Afonso d'Escragnolle Taunay, que permanece no cargo até 1946. Em sua gestão, os relatórios institucionais de 1922 a 1925 passam a mencionar as coleções de numismática, já se prestando a consultas de pesquisadores; é também nesse período que o museu adquire a coleção de vales particulares em papel.
Dessa maneira, a coleção numismática chega à década de 1940 com cerca de nove mil peças. Após a posse de Sérgio Buarque de Holanda como diretor do museu em 1946 a coleção se constitui como um setor específico: o Decreto-lei 16 565, de 27 de dezembro de 1946 reorganiza o Museu Paulista, criando a "Secção de Numismática", sendo também criado o cargo de numismata nos quadros do museu, aperfeiçoando o desenvolvimento e a manutenção da coleção. O primeiro numismata a ocupar o cargo foi o colecionador Álvaro da Veiga Coimbra, que viria a ser diretor da Sociedade Numismática Brasileira (SNB) entre 1953 e 1959. A colecão numismática do museu é atualmente a maior coleção de caráter público do estado de São Paulo, com destaque para a numária brasileira, a mais numerosa e bem representada em seu acervo.

## Coleções

#### Vales

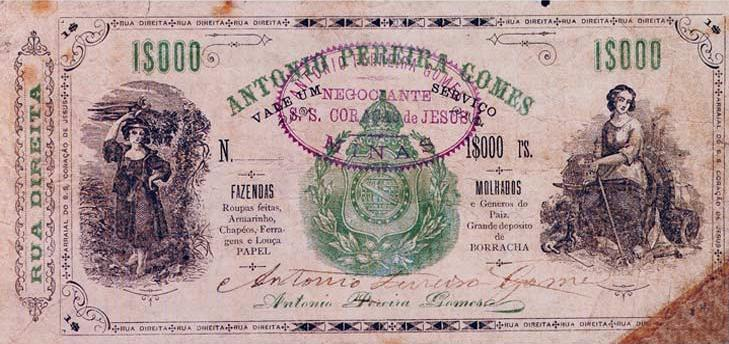
Vale de um mil réis, Minas Gerais. Anterior a 1935. Furtada do Museu Paulista em 2007.

Essa coleção é formada por vales que eram convertidos em produtos ou serviços, emitidos por casas comerciais ou pessoas físicas, em diversos estados brasileiros. Também constam dessa coleção propagandas em forma de dinheiro, bilhetes de companhias de trens e bondes, fichas de controle de entrada e saída em fábricas ou fazendas e fichas de trabalho diário.

#### Notgeld

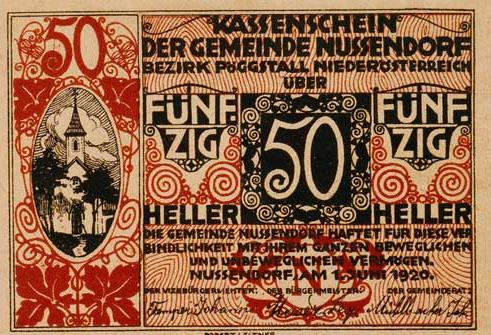
Notgeld de Nussdorf (Áustria) no valor de cinquenta heller. 1920. Furtada do Museu Paulista em 2007.

Em 2003 foi incorporada ao acervo do museu uma coleção de notgeld - emissões monetárias de emergência - formada por 330 cédulas emitidas na Áustria e Alemanha, em sua maioria datadas de entre 1913 e 1920, contando também com cédulas do período nazista.

## Divulgação
As moedas da Roma Antiga (República e Império) que integram o acervo do Museu Paulista integram o catálogo “A coleção de moedas romanas da Universidade de São Paulo”, lançada em 2015, contemplando também a coleção do Museu de Arqueologia e Etnologia da USP, contando com 669 peças de ouro, prata e bronze de ambos os museus, emitidas entre 312 a.C. e 455 d.C. A publicação se divide em três partes: a formação das coleções, a conservação e higienização das peças, e as moedas mais representativas do acervo. O projeto foi possibilitado por meio do edital Museus e Coleções Museológicas, da Pró-Reitoria de Cultura e Extensão da Universidade de São Paulo, lançado em 2013.

## Furtos

#### 1898
Na noite de 25 de janeiro de 1898 criminosos invadiram o museu, subindo pelo para-raios do edifício e furtando diversas moedas, incluindo exemplares de ouro. Na Revista do Museu Paulista do mesmo ano o diretor Hermann von Ihering estimava um prejuízo de cerca de oitocentos mil-réis ao acervo. Em razão do furto foram reforçadas com grades as janelas do museu, e criado um destacamento policial para o policiamento noturno do edifício-monumento. Nos anos seguintes diversas melhorias foram implementadas para a segurança do museu, em especial após a chegada da coleção de Campos Sales, que não era exposta em razão das condições inadequadas de segurança. Ihering foi nomeado delegado daquela circunscrição, a Praça da Independência foi fechada e instalada iluminação no entorno do edifício-monumento; no interior do edifício foram confeccionados armários para o acondicionamento das coleções.

#### 2007
Em agosto de 2007, a coleção numismática do museu teve cerca de novecentas peças furtadas. Foram levadas notas da coleção de Notgeld, cédulas emitidas por bancos brasileiros no início do século XX, vales e moedas de ouro. O material foi avaliado à época por especialistas em torno de cem mil reais. Parte do acervo foi recuperado dias depois pela Polícia Civil e apresentado no 17.o Distrito Policial no dia 11 do mesmo mês. No início de setembro de 2007 o Museu Paulista encaminhou à polícia os números de série das cédulas furtadas, que foi encaminhado para a Sociedade Numismática Brasileira e divulgado em seu site. Em 4 de setembro um colecionador informou ter comprado dezesseis das cédulas furtadas na feira de antiguidades da Praça Benedito Calixto. Outro colecionador adquiriu vinte e quatro das cédulas em uma loja na galeria do prédio da SNB, na Rua 24 de Maio, centro de São Paulo. Além da devolução das cédulas compradas pelos colecionadores foram apreendidas duas moedas e duas medalhas.